# Красноновское сельское поселение
Красноновское сельское поселение — упразднённое муниципальное образование в Панинском районе Воронежской области.
Административный центр — посёлок Щербачевка.

## История
Законом Воронежской области от 13 апреля 2015 года № 42-ОЗ, Красноновское и Чернавское сельские поселения преобразованы, путём объединения, в Чернавское сельское поселение с административным центром в селе Чернавка.

## Административное деление
В состав поселения входило 4 населённых пункта:
- посёлок Щербачевка,
- посёлок Алексеевка,
- село Александровка 2-я,
- посёлок Новопокровка.